# Донателло
Донате́лло (итал. Donatello — «Маленький Донато»), полное имя — Донато ди Никколо ди Бетто Барди (итал. Donato di Niccolò di Betto Bardi; 1386, Флоренция, Тоскана — 13 декабря 1466, Флоренция) — итальянский скульптор эпохи Возрождения флорентийской школы.
Наряду с Леоном Баттистой Альберти, Филиппо Брунеллески и Мазаччо считается одним из основоположников нового ренессансного искусства, в частности ренессансной монументальной скульптуры и рельефа, а также жанра скульптурного портрета. Известен под прозванием «Донато флорентиец» (Donato fiorentino).

## Ранние годы во Флоренции
Донателло родился во Флоренции в 1386 году в семье Орсы Барди и Никколо ди Бетто Барди, чесальщика шерсти. Был в Пистойе, где, возможно, учился, как было принято в то время, в мастерской ювелира, пользуясь покровительством богатого флорентийского банкира Мартелли. В Пистойе молодой Донателло помогал Филиппо Брунеллески в работе над серебряными фигурами алтаря Святого Иакова (ему было тогда 13 или 14 лет) — и с этого времени дружба связала двух мастеров на всю жизнь.
В 1404 году Донателло вернулся во Флоренцию, чтобы сотрудничать в мастерской скульптора, бронзолитейщика и чеканщика Лоренцо Гиберти, вплоть до 1407 года, до создания восковых моделей рельефов северной двери флорентийского Баптистерия. Эта деятельность, связанная с обработкой металлов, также позволяет предположить, что он знал основы ювелирного дела. Запись в реестре «гильдии живописцев» 1412 года указывает на него как на «ювелира и каменотеса».

## Путешествие в Рим

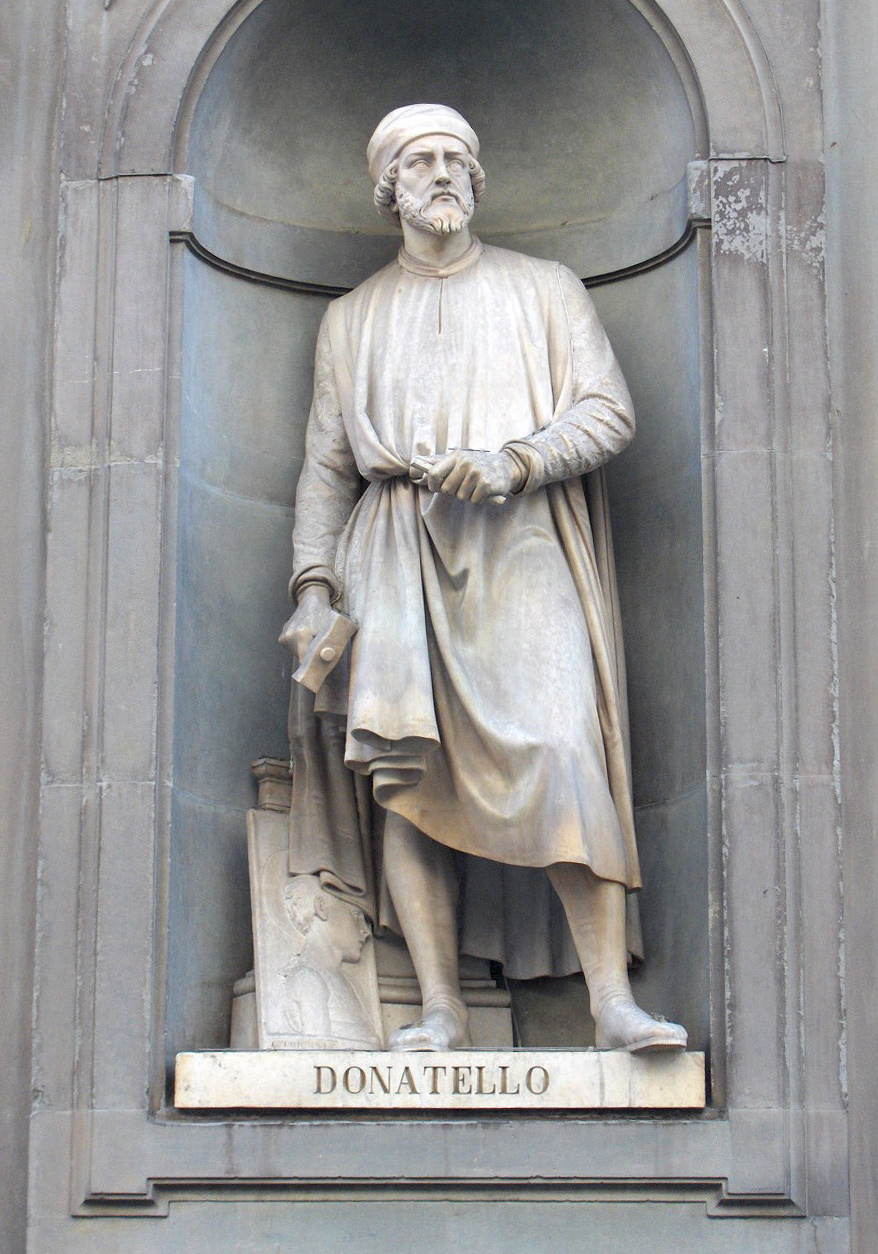
Донателло. Статуя на фасаде здания галереи Уффици
Скульпторы Джироламо Торрини и Джованни Бастианини

С 1402 по 1404 год Донателло вместе с Филиппо Брунеллески, который был на десять лет старше него, посетил Рим с целью изучения «антиков». Между ними сложилось профессиональное взаимопонимание. Пребывание в Риме имело решающее значение для последующего творчества обоих художников. Во Флоренции почти не осталось памятников античного искусства, которые в изобилии, несмотря на многие разрушения, сохранились в Вечном городе. Специальные исследования подтверждают раннее посещение Донателло и Брунеллески Рима ещё до начала их активного творчества во Флоренции. В те годы такое путешествие через границы постоянно враждующих между собой государств представляло собой весьма опасное предприятие. Прибыв на место и вооружившись киркой и лопатой, по рассказу Джорджо Вазари, архитектор и скульптор работали на Римском форуме, сооружения которого в то время были полузасыпаны землёй. Жители Рима будто не замечали руин величественных сооружений и пасли на форуме коров. Его так и называли: «Коровий выгон» (Campo Vaccino). Дело дошло до того, что художников чуть было не убили, поскольку их приняли за искателей спрятанных в земле сокровищ. Время преклонения перед античностью в Риме ещё не наступило.
Брунеллески зарисовывал детали древнеримских ордеров, капители, обломки карнизов, обмерял планы отдельных сооружений, Донателло рисовал обломки античных статуй. Брунеллески в то время было 25 лет, а Донателло всего 16. После возвращения в родную Флоренцию оба художника стали работать по-новому.

## Работа во Флоренции

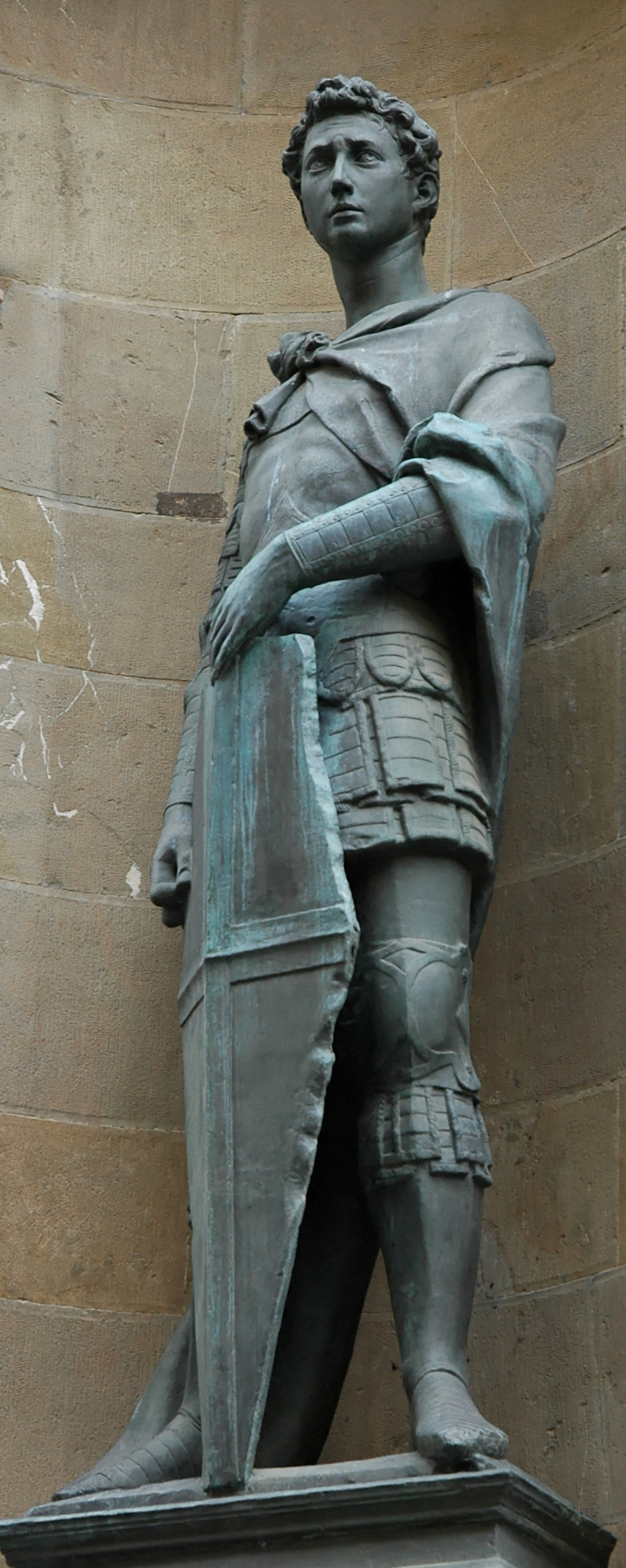
Святой Георгий. Бронза. Вариант статуи для Орсанмикеле, Флоренция

В 1407—1408 годах Донателло в соревновании с Брунеллески (победившим в конкурсе) создал деревянное «Распятие» для церкви Санта-Мария-Новелла (ныне в церкви Санта-Кроче. В начале 1410-х годов Брунеллески и Донателло были приглашены для участия в украшении статуями ниш фасада флорентийской церкви Орсанмикеле.
Между 1409 и 1411 годами Донателло создал сидящую фигуру святого Иоанна Евангелиста, которая до 1588 года занимала нишу в старом фасаде собора Санта-Мария-дель-Фьоре, рядом с центральным порталом, вместе с образами трёх других евангелистов работы разных авторов: Святого Марка Никколо ди Пьеро Ламберти, Святого Луки работы Нанни ди Банко, Святого Матфея, произведения Бернардо Чуффаньи. В этой работе Донателло отразились готические черты: фронтальность, обобщённость силуэта, графичность в проработке мелких деталей (реставраторами была выявлена частичная позолота скульптуры). С 1936 года скульптура экспонируется во флорентийском музее Барджелло. Монументальность статуи дала повод для её сравнения с «Моисеем» Микеланджело.
Одной из ранних работ Донателло является мраморная фигура Давида, созданная около 1409 года и в настоящее время хранящаяся в музее Барджелло во Флоренции. Другой вариант статуи Давида Донателло сделал в бронзе. Это было первое изображение свободно стоящей обнажённой фигуры со времён античности, успешно конкурирующее с похожей статуей Давида работы Андреа Верроккьо.
Точная дата создания скульптуры неизвестна. Большинство исследователей относят её к периоду между 1430 и 1440 годами. Известно, что статуя поразила современников необычной трактовкой библейского героя в образе юноши, почти мальчика, в отдыхающей позе классического контрапоста (с переносом тяжести тела на одну ногу).
В 1406 году по постановлению флорентийской Синьории ремесленные цехи города в течение десяти лет должны были украсить четырнадцать ниш всех четырёх фасадов здания церкви Орсанмикеле (Оратории Святого Михаила) статуями своих небесных покровителей. По заказу цеха оружейников Донателло в 1416—1417 годах создал свой шедевр — статую Святого Георгия (на фасаде установлена копия, оригинал находится в музее Барджелло). На постаменте статуи имеется тонко выполненный барельеф «Битва Георгия с драконом». Его пластика дала повод к возникновению специального обозначения такого рода изображений тосканским термином скиаччато (итал. rilievo schiacciato), то есть «уплощённый, сдавленный», или «живописный рельеф» (при этом имеется ввиду тонкая проработка формы). Донателло также выполнил фигуру Святого Марка для цеха ткачей (1411). «Статуя Георгия является высшим достижением молодого Донателло, превзошедшим работы его современников».

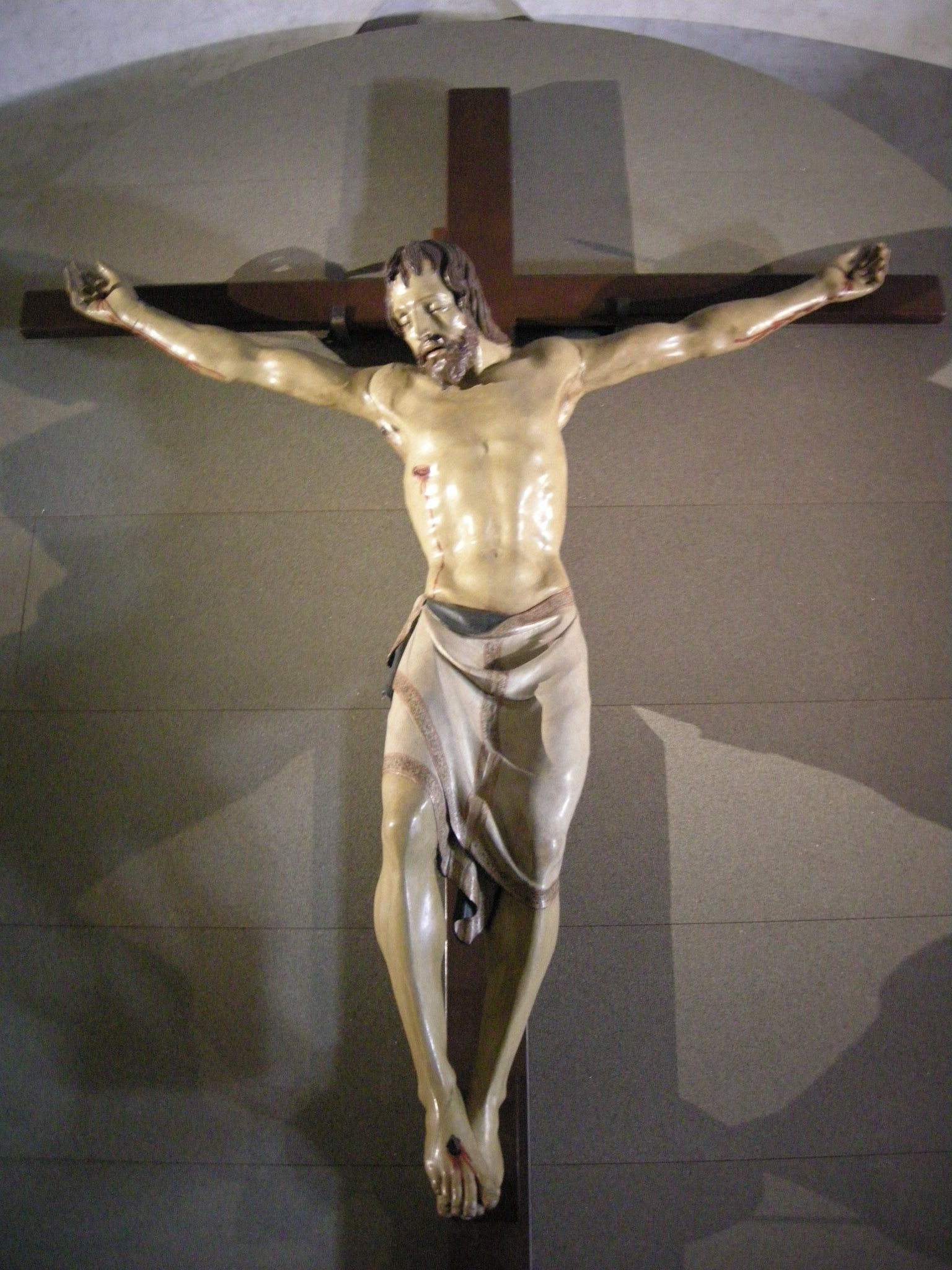
Донателло. Распятие. 1407—1408. Дерево. Церковь Санта-Кроче, Флоренция
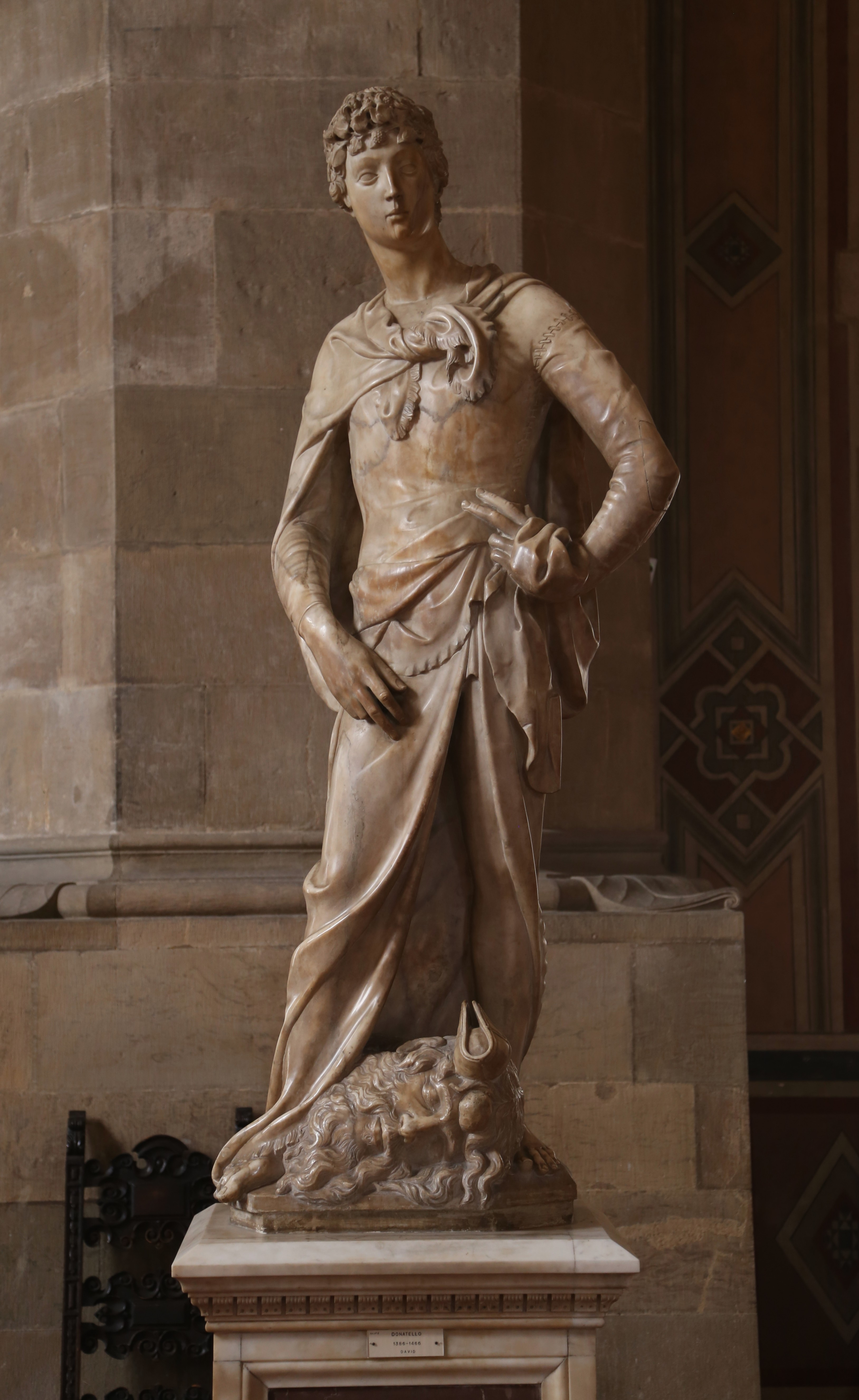
Давид. Ок. 1408. Мрамор. Барджелло, Флоренция
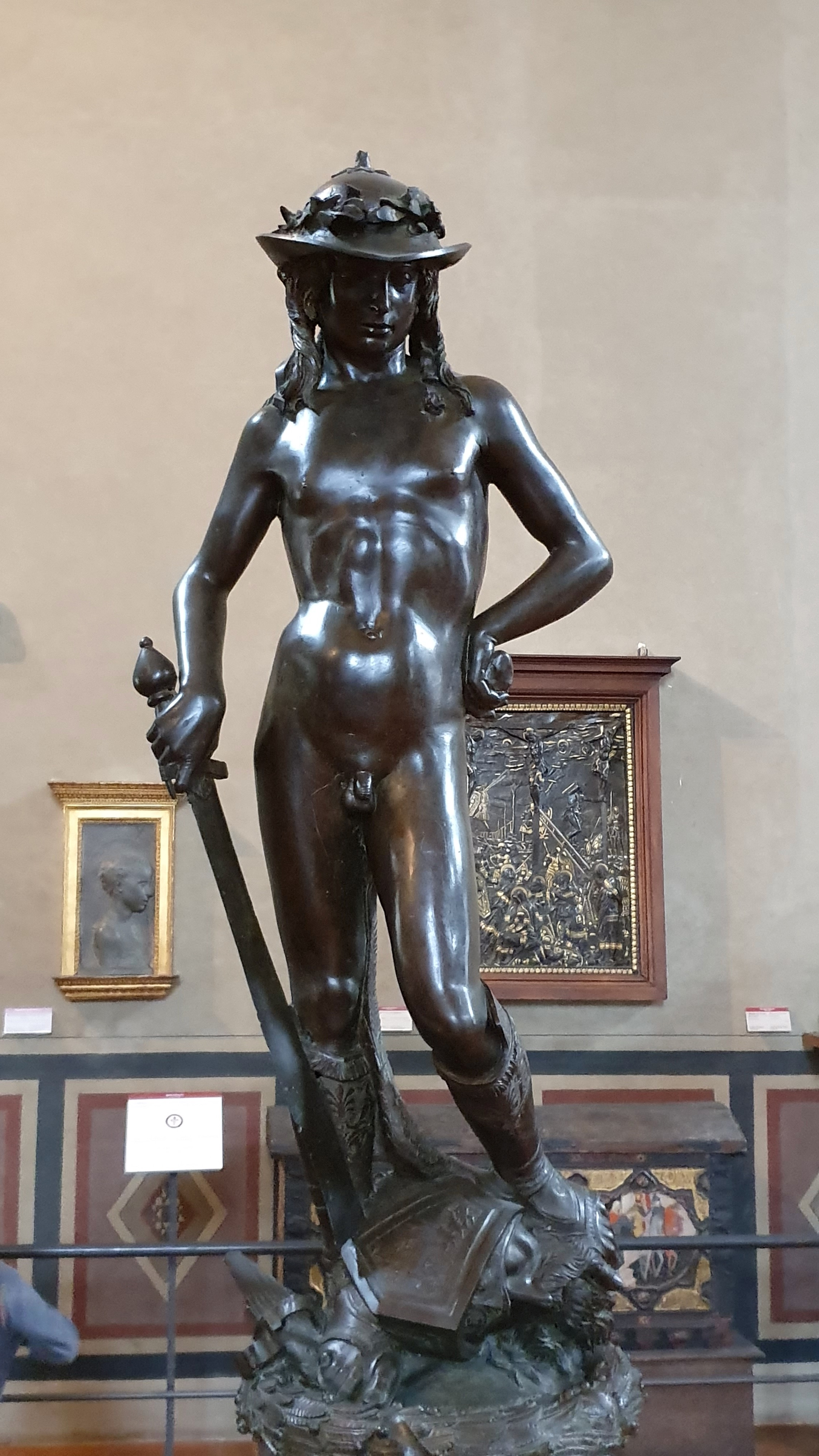
Давид. 1430—1440. Бронза. Барджелло, Флоренция
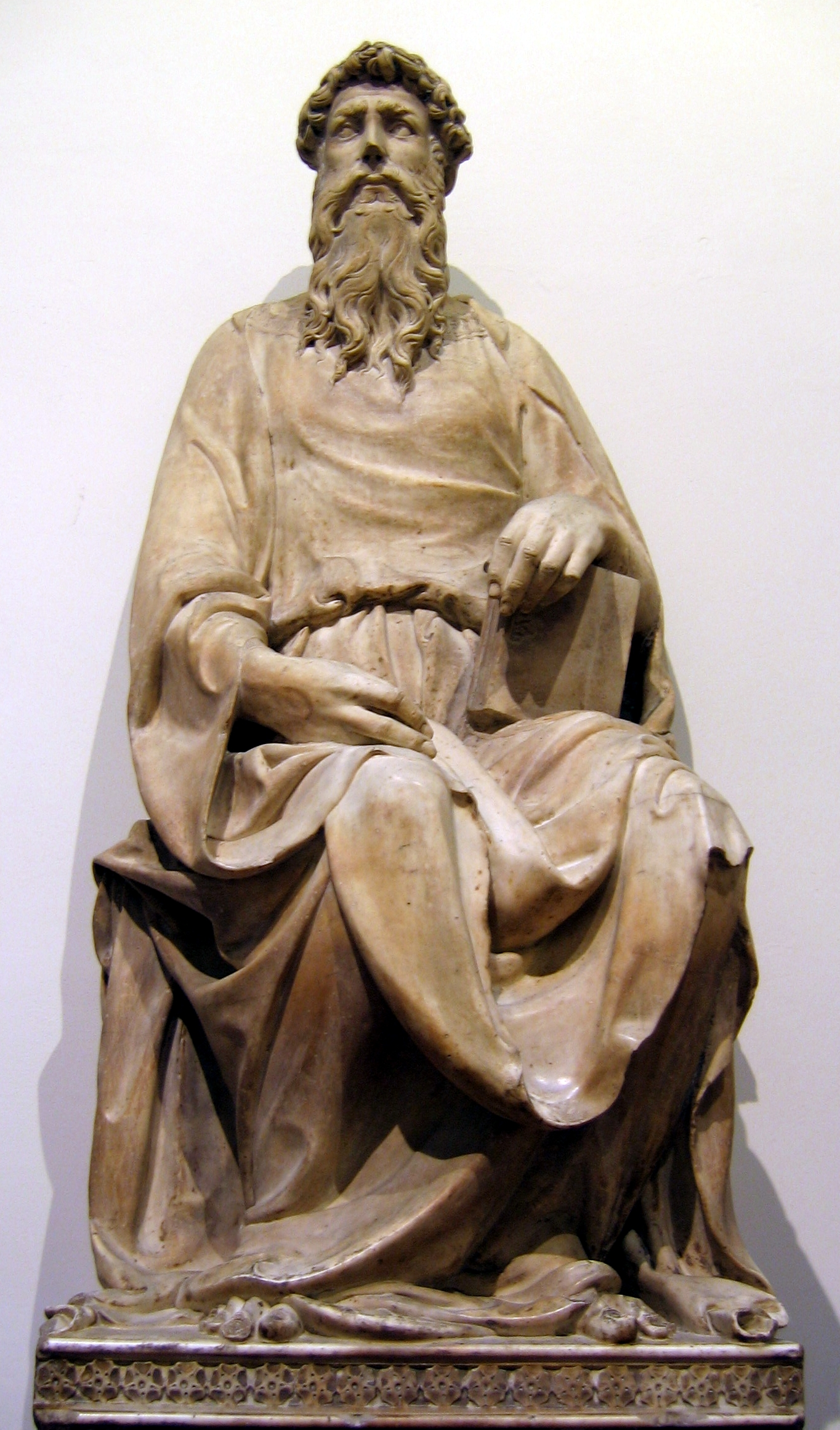
Иоанн Евангелист. 1409—1411. Мрамор. Барджелло, Флоренция
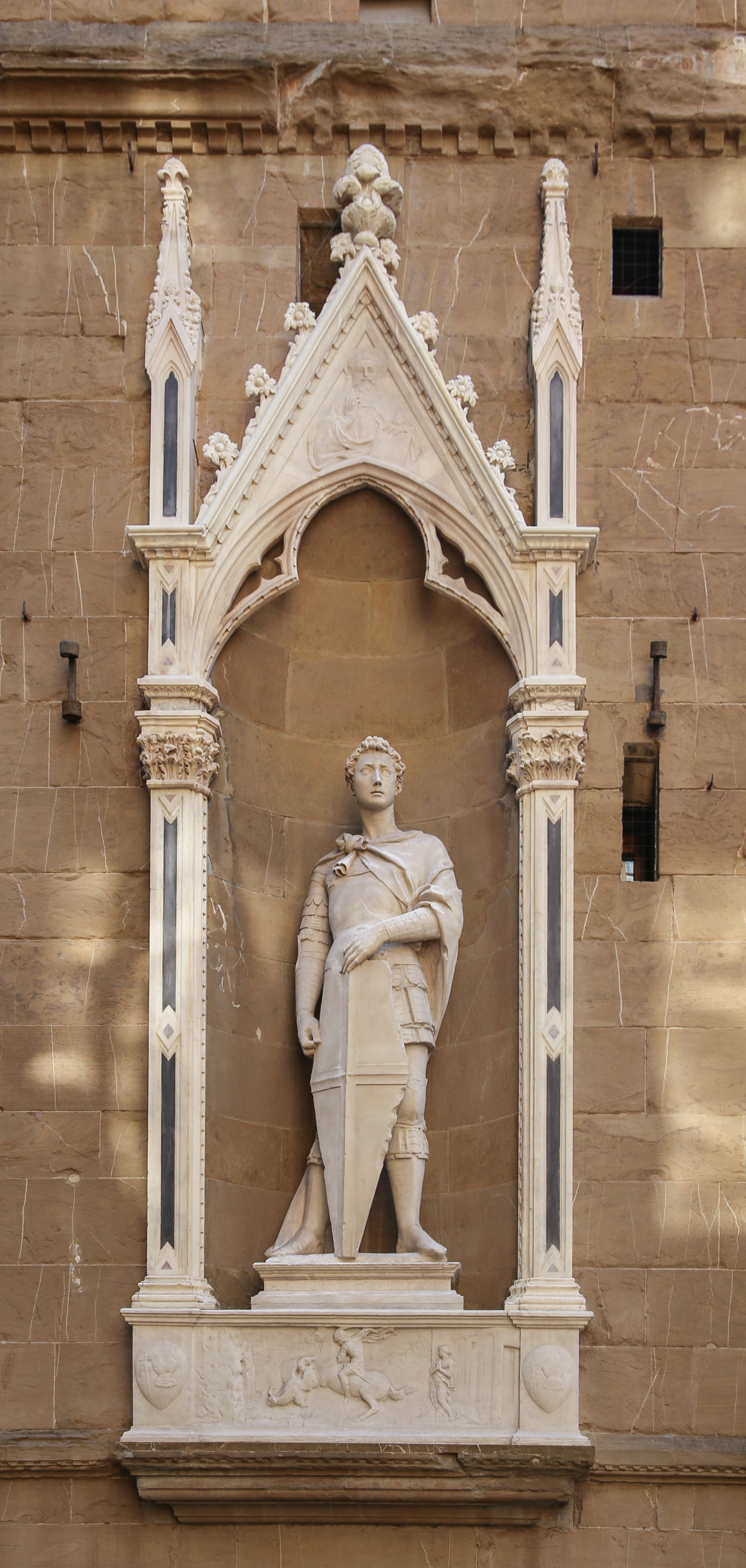
Святой Георгий. 1416—1417. Мрамор. Копия. Орсанмикеле, Флоренция
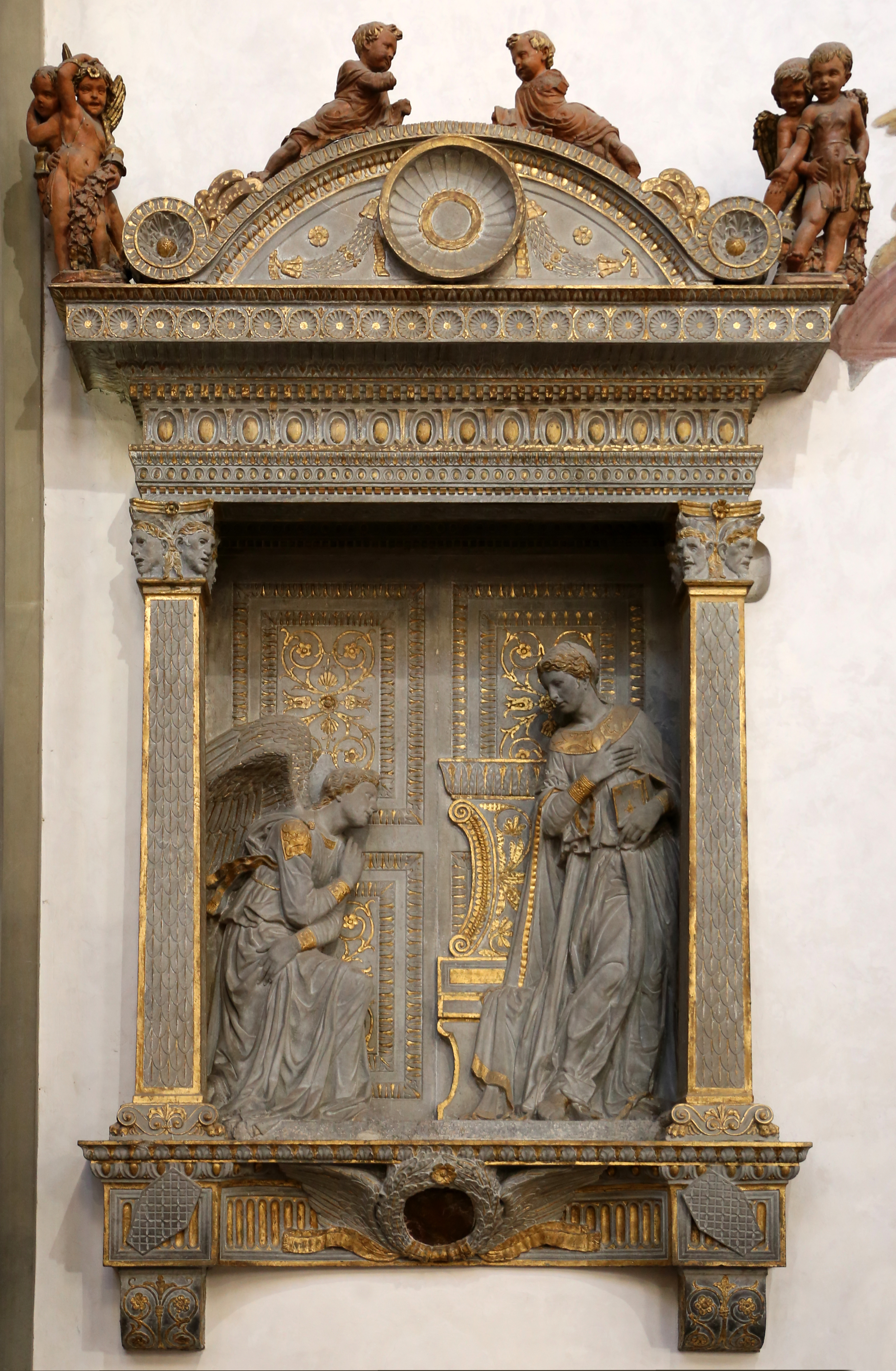
Благовещение Кавальканти. 1433. Мрамор, терракота. Церковь Санта-Кроче, Флоренция
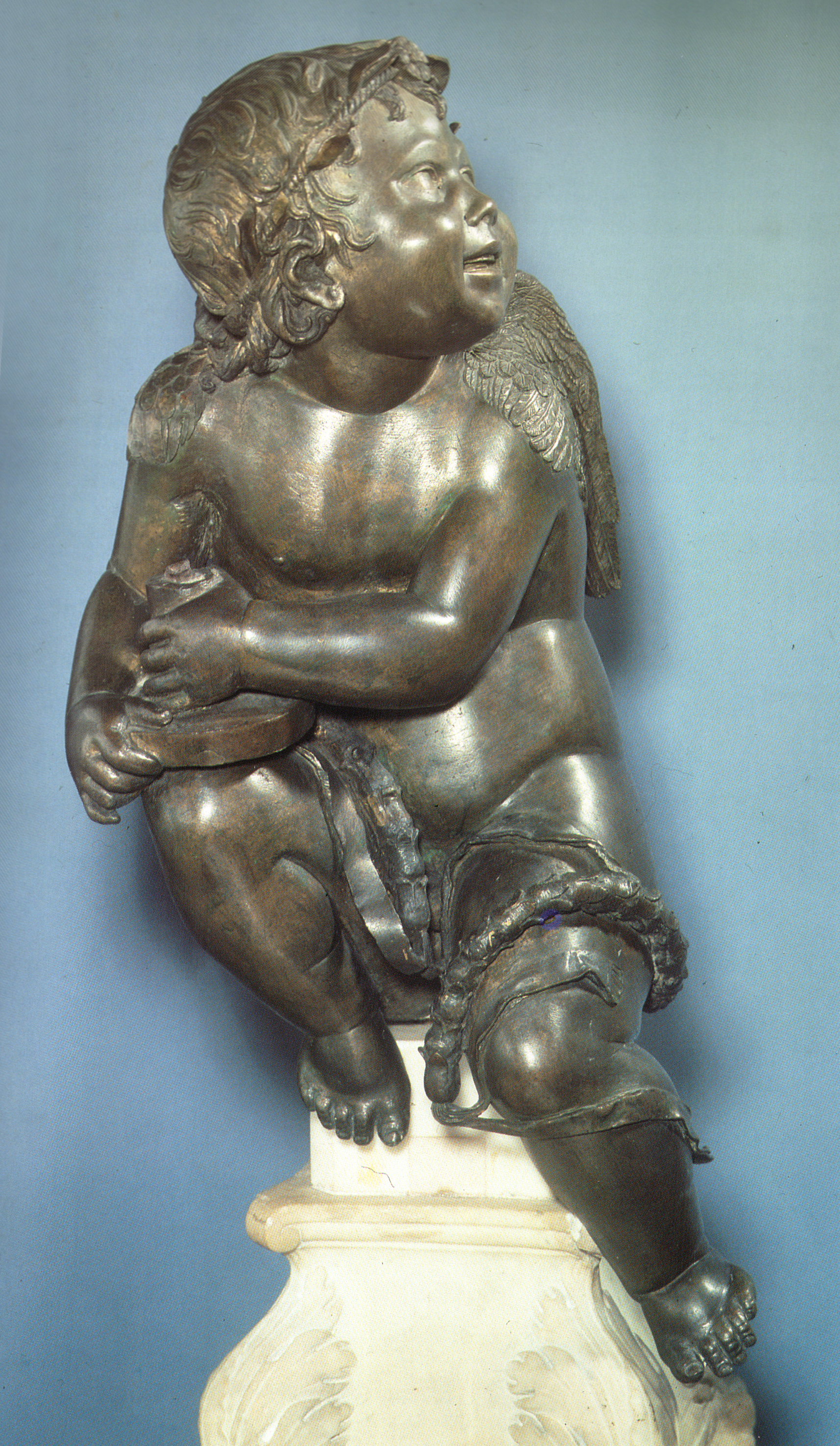
Путто. Бронза. Музей Жакмар-Андре, Париж

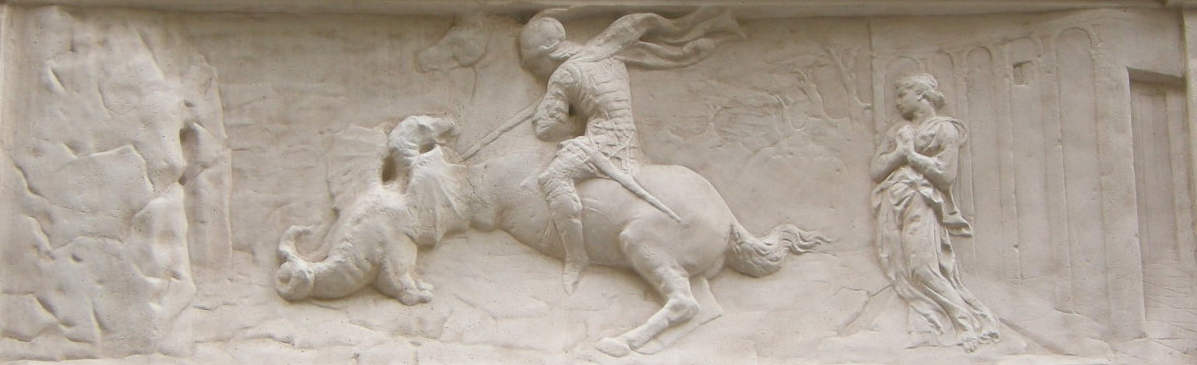
Битва Георгия с драконом. Рельеф постамента статуи Св. Георгия. 1416. Мрамор. Барджелло, Флоренция

В 1415—1420 годах Донателло вместе с другими скульпторами работал над украшением статуями Кампанилы (колокольни) Джотто флорентийского Собора. Наиболее характерна статуя пророка Аввакума (1423), известная под прозванием «Дзукконе» (итал. Zuccone — «головастый», в просторечии: «болван, дурья башка, остолоп»), размещённая на главной, западной стороне колокольни. К периоду 1430-х годов относят усиление «портретности» многих статуй работы Донателло и появление в его творчестве самостоятельного жанра скульптурного портрета, воплощённого, в частности в знаменитом бюсте флорентийского банкира Никколо да Удзано (Уццано). Это произведение считается «первым скульптурным портретом флорентийского Ренессанса», хотя его атрибуция и датировки не имеют документального подтверждения и до настоящего времени являются спорными (по одной из версий бюст изображает Цицерона и относится к более раннему времени). Скульптура сделана из терракоты и расписана минеральными красками.
Ещё одно раннее произведение Донателло — скульптурная группа «Юдифь и Олоферн», выполненная по заказу Козимо Медичи в период 1455—1457 годов. Oна предназначалась для украшения фонтана в саду Палаццо Медичи-Риккарди. После падения тирании Медичи в 1495 году её разместили у главного входа в Палаццо Веккьо на Пьяцца делла Синьория в качестве символа свободы города, затем, из-за того, что перед зданием в 1504 году установили статую Давида работы Микеланджело Буонарроти, переместили во внутренний дворик, впоследствии установили в Лоджии деи Ланци, где в то время заседал совет приоров, управляющий городом, а в 1919 году снова вернули на Пьяцца делла Синьория и расположили на более высокой платформе, рядом со статуей льва Мардзокко (также работы Донателло, 1419 г.) — ещё одним символом Флоренции, и «Давидом» Микеланджело. В 1980 году скульптуру отправили на реставрацию, а на её месте поместили бронзовую копию, в настоящее время это произведение выставлено в Палаццо Веккьо.
К серии «антикизирующих скульптур» относятся «Благовещение» — горельефный табернакль для флорентийской церкви Санта-Кроче, так называемый Алтарь Кавальканти, и рельефы Кантории флорентийского собора. В 1430 году Донателло создал пронизанный духом античности горельефный алтарь типа табернакля (запрестольного образа; существуют версии более ранних дат, непосредственно после возвращения скульптора из Рима). Почти объёмные, как в круглой скульптуре, фигуры Девы Марии и Архангела Гавриила скульптор поместил в заглублённое пространство типично ренессансного архитектонического обрамления с «тосканским орнаментом» (овы, пальметты, «сухарики», розетки, фигурные капители). Алтарь укреплён на боковой стене нефа церкви.
Мягкая, нежная пластика по-античному трактованных фигур и свободный рисунок драпировок контрастирует с несколько архаичной орнаментикой. Фигуры выполнены из известняка пьетра-серена с прорисовкой ассистом (золотыми штрихами). Фигуры путти в верхней части композиции сделаны из красной терракоты Микелоццо ди Бартоломео.
Сотрудничество Донателло и Микелоццо началось в 1425 году. Микелоццо был примерно на десять лет моложе Донателло и проявил себя хорошим скульптором и архитектором, а Донателло уже считался бесспорным мастером скульптуры. Вместе они создали ряд важных работ, к которым относится «Алтарь Кавальканти» и рельефы кафедры собора Святого Стефана в Прато.
В 1432 году Донателло и Микелоццо работали в Риме, в Ватикане. Вернувшись из Рима, Донателло в июле 1433 года подписал договор на создание рельефов одной из двух симметрично расположенных канторий в интерьере флорентийского Собора. Первая (над входом в северную сакристию собора) была создана в 1431 году Лукой делла Роббиа. Вторая кантория над входом в южную сакристию была завершена Донателло и Микелоццо в 1438 году. Ныне обе кантории хранятся в Музее произведений искусства Собора. В целом эта работа была вдохновлена как рельефами древнеримских саркофагов, так и византийскими реликвариями резной слоновой кости; в частности, расположение колонн напоминает раннехристианские саркофаги, а их украшения — тосканские надгробия XIII века.
Натуралистическая тенденция, в целом не характерна для творчества Донателло, но она также проявилась в отдельных произведениях, прежде всего в статуе Кающейся Марии Магдалины. Это позднее произведение скульптора, созданное между 1453 и 1455 годами. Деревянная статуя изображает измождённую постом и покаянием старуху, едва прикрытую рубищем и длинными волосами. Статуя находилась во флорентийском Баптистерии, ныне экспонируется в Музее произведений искусства Собора.
Подражание античному искусству можно обнаружить в бронзовом барельефе в музее Барджелло во Флоренции, изображающем триумф Вакха; в полуфигурах Силена и вакханки на бронзовой плоской чаше (в Кенсингтонском музее в Лондоне). Барельефы Донателло, заключённые в восемь медальонов и заказанные Козимо Медичи для внутреннего портика его дворца, где они находятся и поныне, возможно, представляют собой копии с античных образцов.

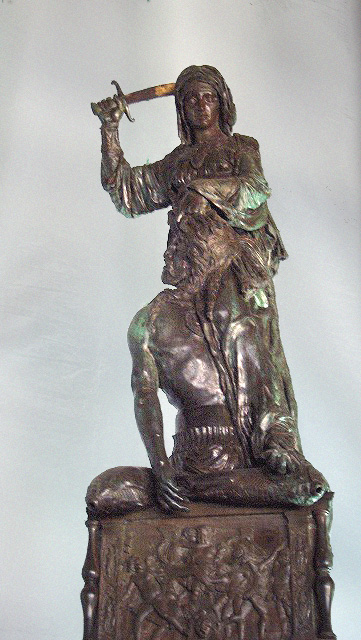
Юдифь и Олоферн. 1455—1457. Бронза. Палаццо Веккьо, Флоренция
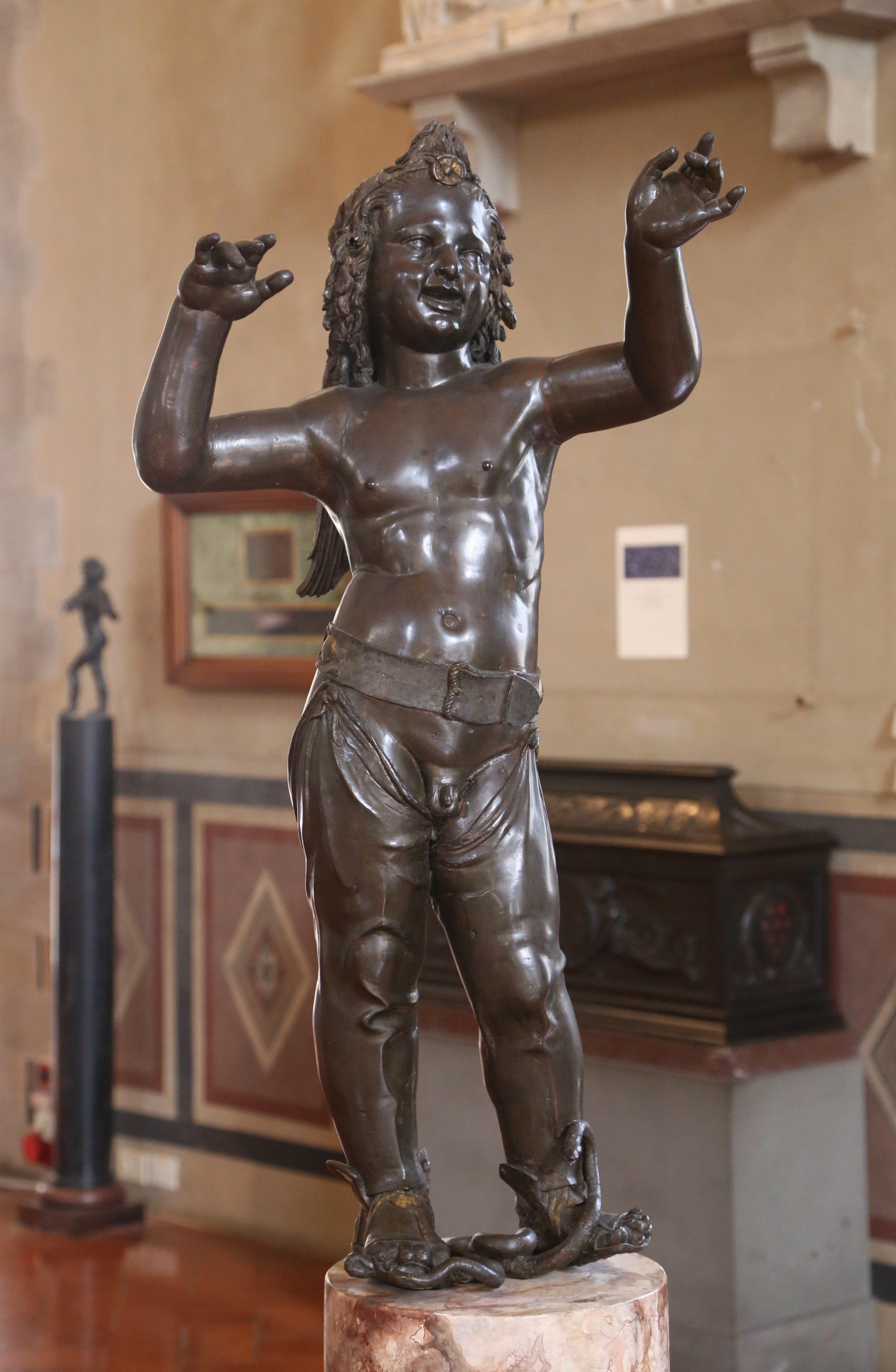
Амур-Аттис. Ок. 1440. Бронза. Барджелло, Флоренция
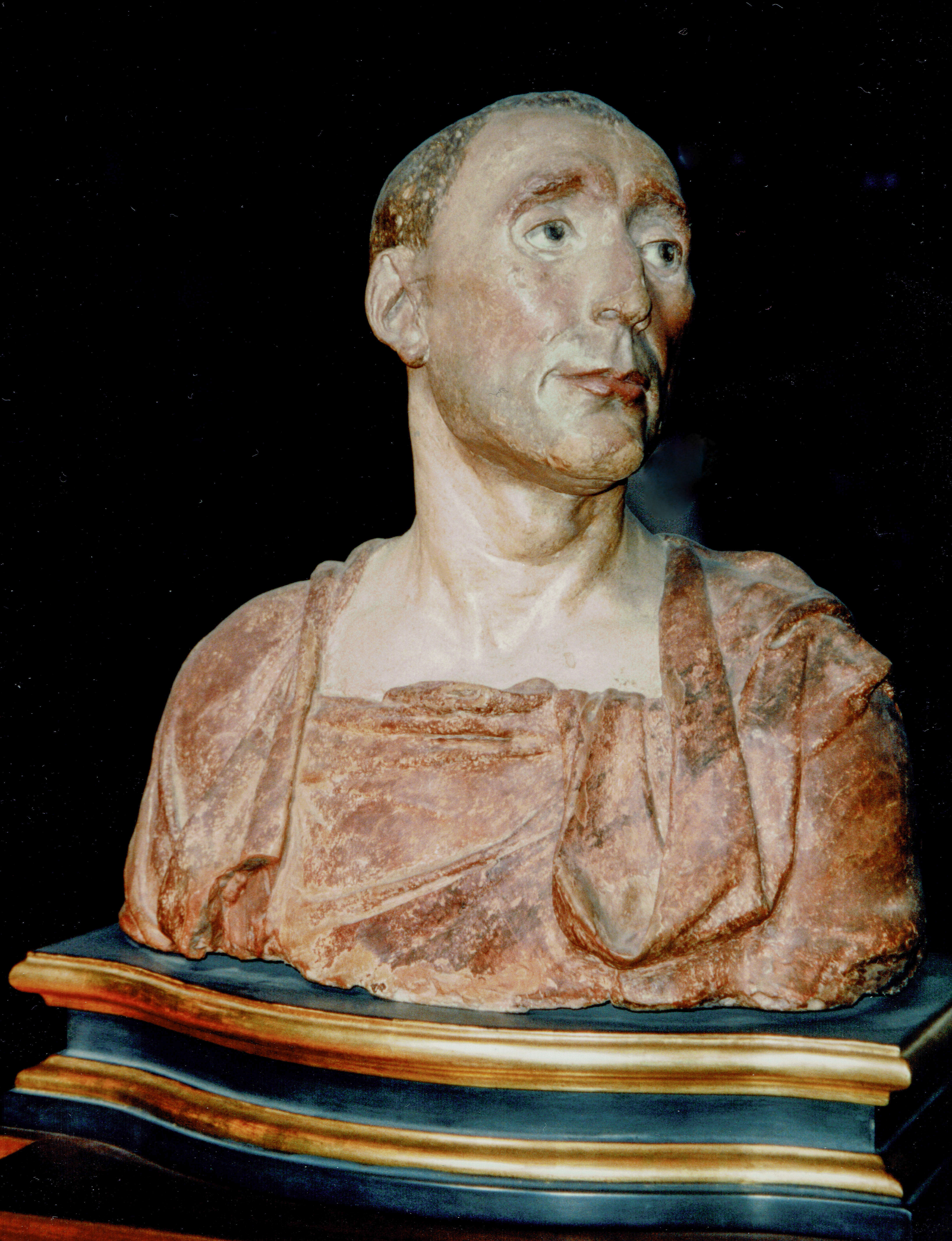
Никколо да Уццано. 1430-е гг. Терракота, роспись.  Барджелло, Флоренция
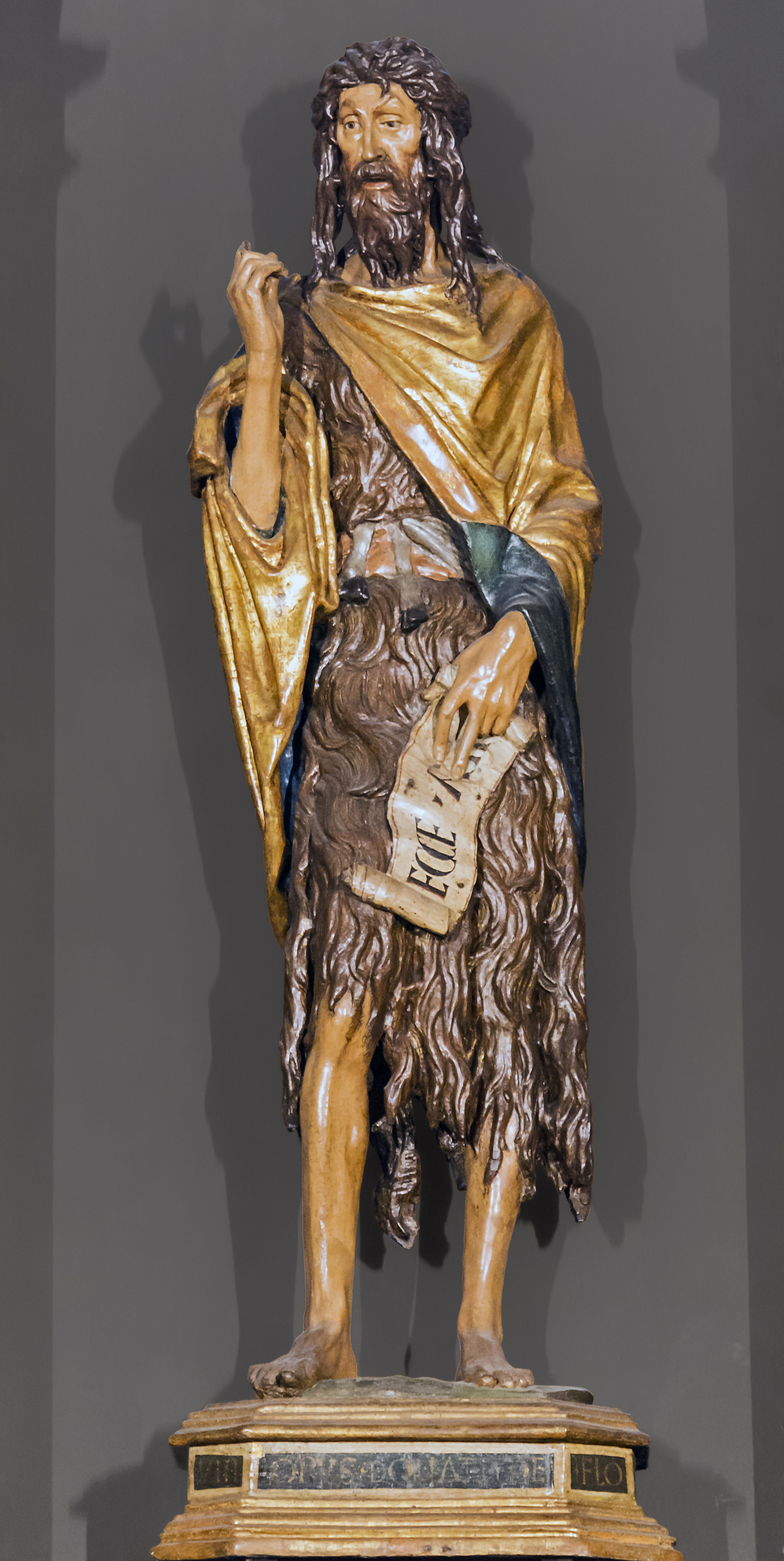
Иоанн Креститель. 1438. Дерево, роспись. Капелла Св. Иоанна церкви Санта-Мария-Глорьоза-дей-Фрари, Венеция
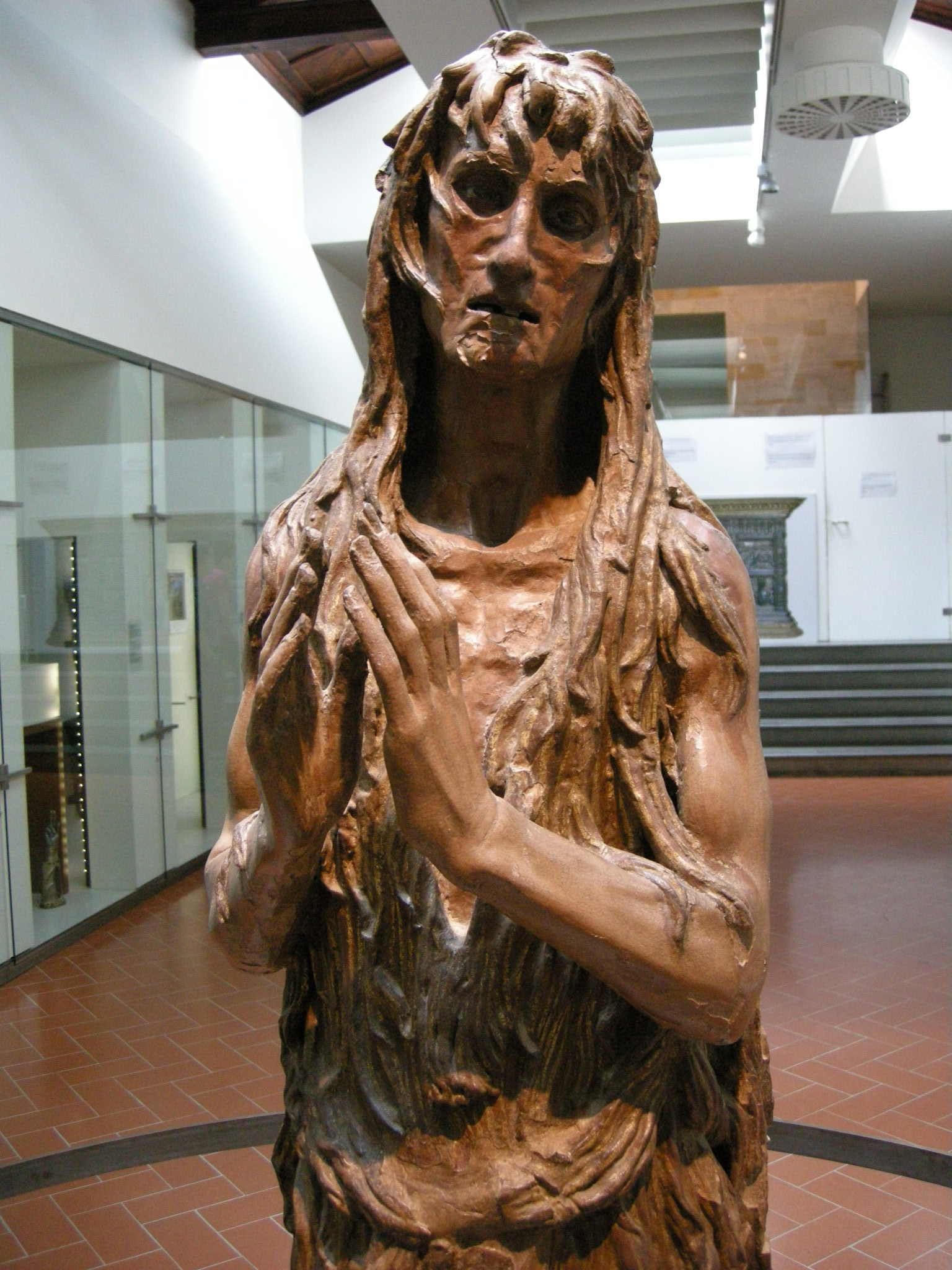
Кающаяся Мария Магдалина. Ок. 1454 г. Дерево. Музей произведений искусства Собора, Флоренция
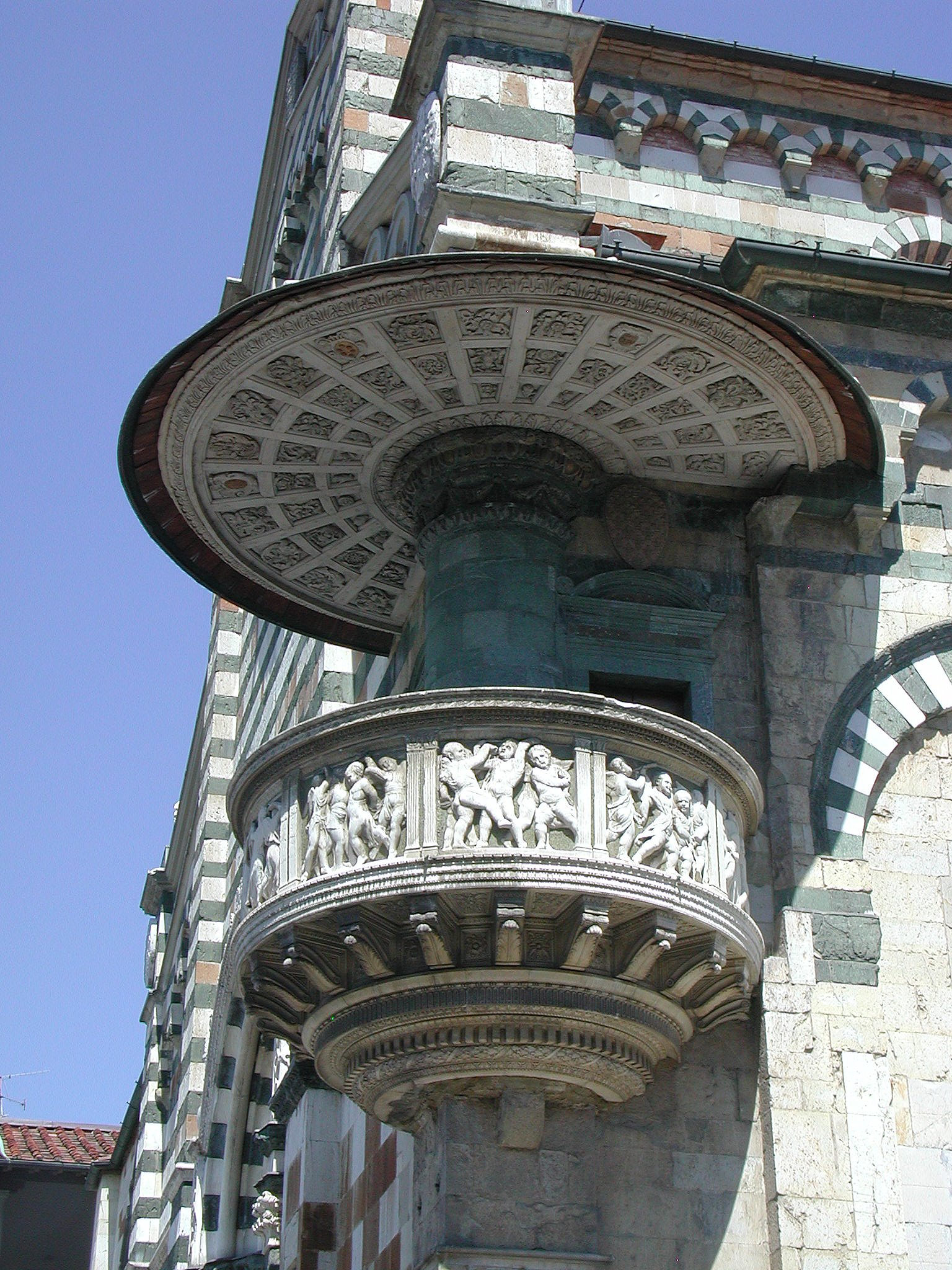
Донателло и Микелоццо. Рельефы кафедры (пульпита) собора Святого Стефана в Прато. 1428. Мрамор
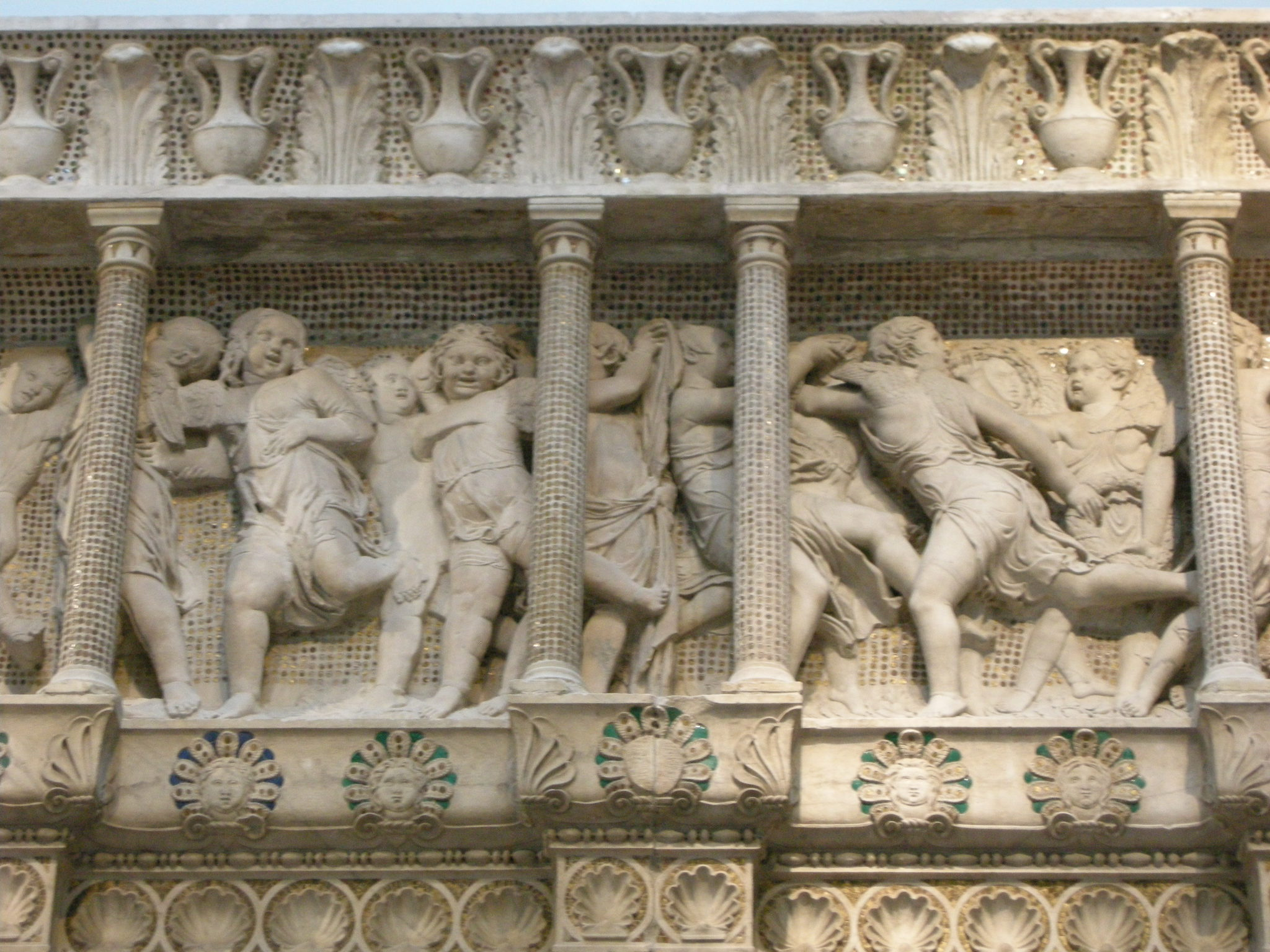
Рельеф кантории флорентийского Собора. 1433—1438

## Работа в Падуе

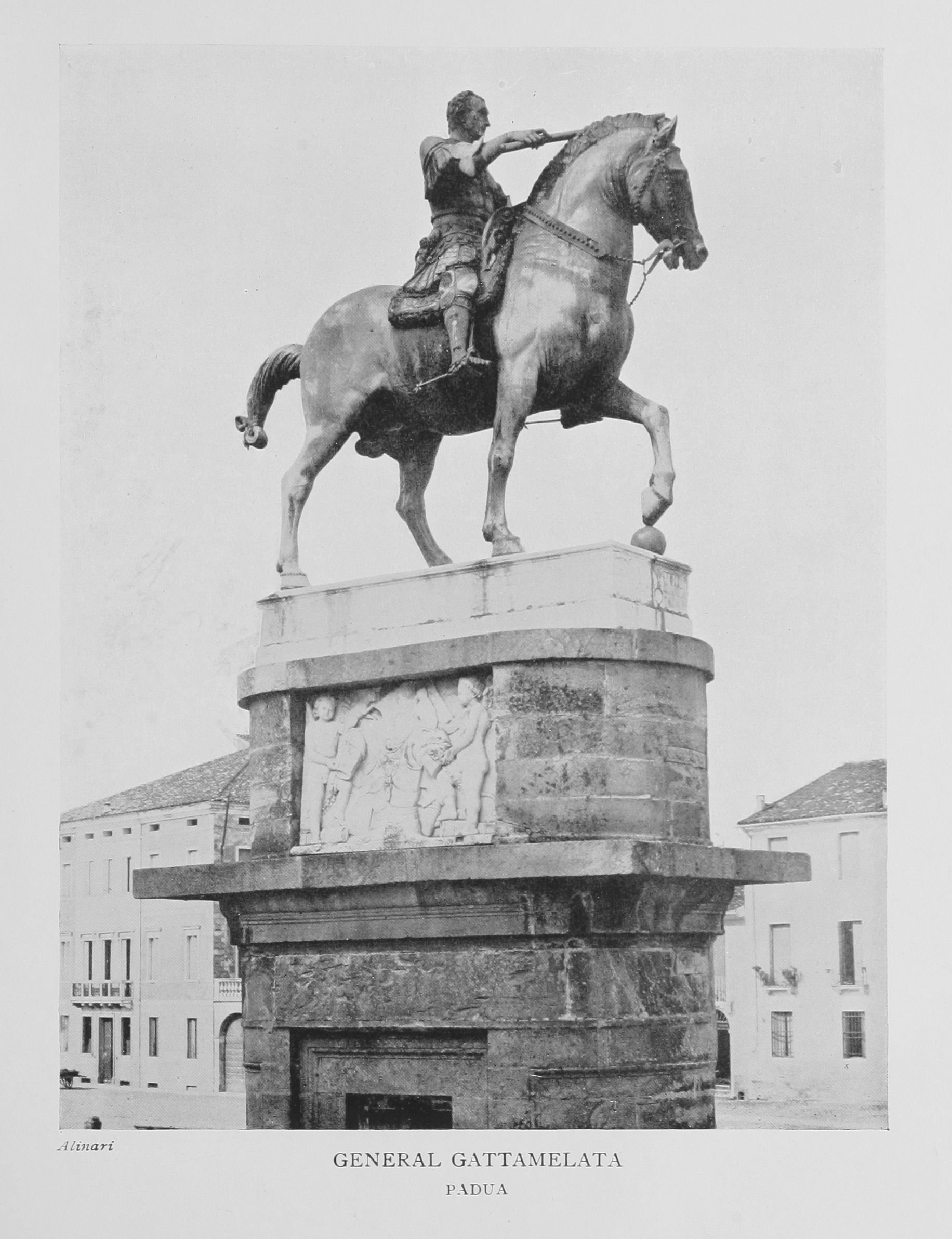
Памятник Гаттамелате в Падуе. Архивная фотография 1903 года

В 1443 году Донателло был призван в Падую для создания бронзовой конной статуи кондотьера Венецианской республики Эразмо да Нарни по прозванию «Гаттамелата», который был правителем Падуи и в этом же городе скончался. Скульптура из бронзы была завершена в 1453 году. Начало работы затянулось, поскольку требовалось специальное согласие венецианского Сената на создание кенотафа, то есть надгробного памятника, не содержащего останков (кондотьер захоронен в базилике Святого Антония). Для памятников такого рода в то время не было прецедентов. Памятник установлен на высоком пьедестале перед Базиликой дель Санто (Святого Антония). Это шедевр искусства итальянского Возрождения в жанре «кавалло» (конных монументов), ставший прообразом многих других подобных памятников вплоть до «петербургского кондотьера» — Памятника императору Петру I работы итальянского скульптора Б. К. Растрелли в 1716—1800 годах.
Гипсовый тонированный слепок шедевра Донателло установлен в «Итальянском дворике» рядом с конным памятником кондотьеру Коллеони работы Андреа Верроккьо и «Давидом» Микеланджело в Музее изобразительных искусств в Москве.
Другим шедевром искусства Донателло в Падуе является Алтарь дель Санто (итал. L’Altare di Sant’Antonio, Pala del Santo — Алтарь Святого) в пресбитерии центрального нефа Базилики дель Санто (Святого Антония) в Падуе, над которым выдающийся художник работал в 1447—1448 годах.
Вначале Донателло параллельно с созданием памятника Гаттамелате работал над сооружением алтарной стены и фигуры «Распятия» в главной апсиде, разработкой моделей рельефов и только затем приступил к композиции пресбитерия. В этой работе ему помогали до восемнадцати учеников и падуанский скульптор Никколо Пиццоло. Но замысел и главные детали принадлежат целиком Донателло: «На всех падуанских сооружениях лежит отпечаток могучего гения мастера».
Композиция состоит из почти двадцати барельефов и семи круглых бронзовых статуй. В центре алтаря на троне — бронзовая фигура Мадонны, относящаяся к иконографическому типу Маэста (итал. maestà — величание, возвеличивание). Дева Мария изображена фронтально, в торжественной позе, как бы возвышающейся над троном. Её голову венчает корона, образуемая крыльями Херувимов. Впереди себя Она держит Богомладенца. Боковые части трона оформлены в виде сфинксов. На плечи Девы накинута тяжелая мантия, скреплённая на груди брошью в виде Херувима. Фигура Мадонны (высота статуи 1,59 м) в образе «Царицы Небесной» приподнята на постаменте, по левую сторону от Неё — статуя Св. Антония Падуанского, по правую — Св. Франциска Ассизского. Над Мадонной — бронзовое Распятие (1443—1444); внизу, в пределле — рельефы, также работы Донателло, изображающие сцены чудес из жизни Св. Антония («Чудо заговорившего новорождённого», «Чудо с раскаявшимся сыном», «Чудо с ослицей», «Чудо сердца скупого»). По сторонам алтаря установлены фигуры Св. Иустины и Св. Даниила. В целом композиция Донателло следует иконографии Святого Собеседования, сформировавшейся ранее в венецианской живописи.
Задуманная скульптором композиция была нарушена. Донателло изначально установил фигуры в открытом табернакле из расписного и позолоченного дерева постепенно уменьшающимися к центру, что создавало эффект глубины, перспективного сокращения (по краям композицию замыкали статуи падуанских епископов — Лудовико и Просдокима). В результате фигуры выглядели свободно, непринужденно стоящими, будто живыми. В 1582 и 1651 годах алтарь перестраивали, статуи были использованы в других сооружениях внутри собора. В 1895 году алтарь собрали снова, но весьма произвольно по проекту Камилло Бойто. Таким он и остается по настоящее время, и о замысле художника можно судить лишь по графическим реконструкциям. Деревянная менса (стол алтаря) расписана живописцем Ф. Скварчоне. Рельефы частично вызолочены и посеребрены, камень и мрамор разных цветов дополняют позолота и смальта.
Художник оставался в Падуе до 1456 года. В 1457 году Донателло переехал в Сиену, вероятно, с идеей поселиться навсегда и провести там свои последние годы. В Сиене Донателло работал над скульптурой Св. Иоанна Крестителя, патрона Флоренции. Но работа по разным причинам не сложилась.

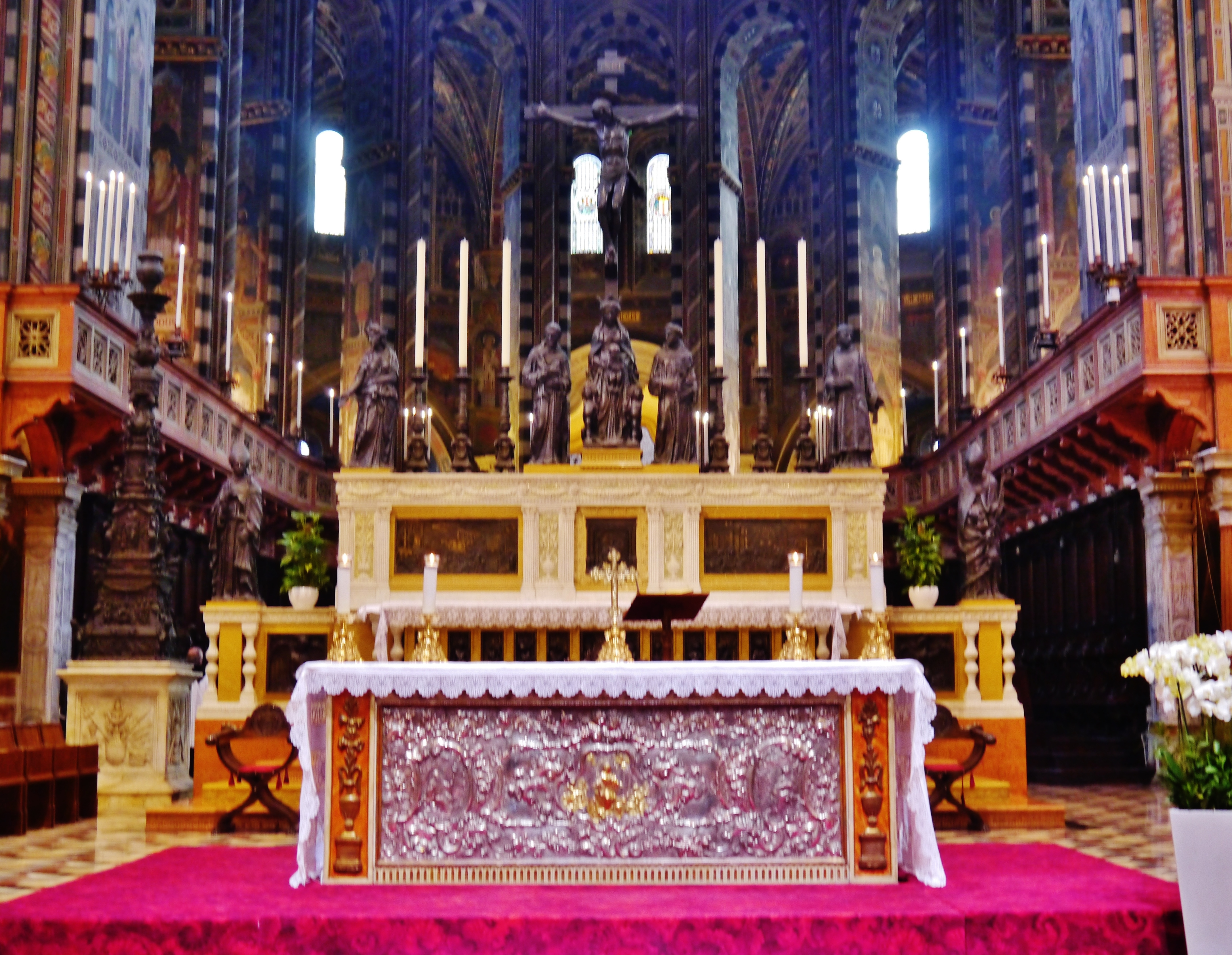
Донателло. Главный алтарь базилики Сант-Антонио в Падуе. 1447–1448
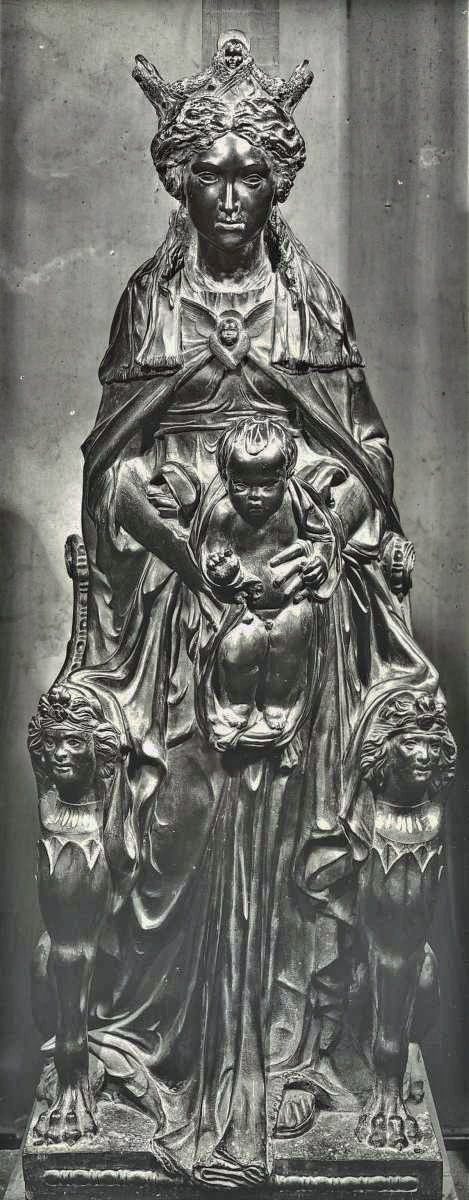
Мадонна с Младенцем. Статуя алтаря
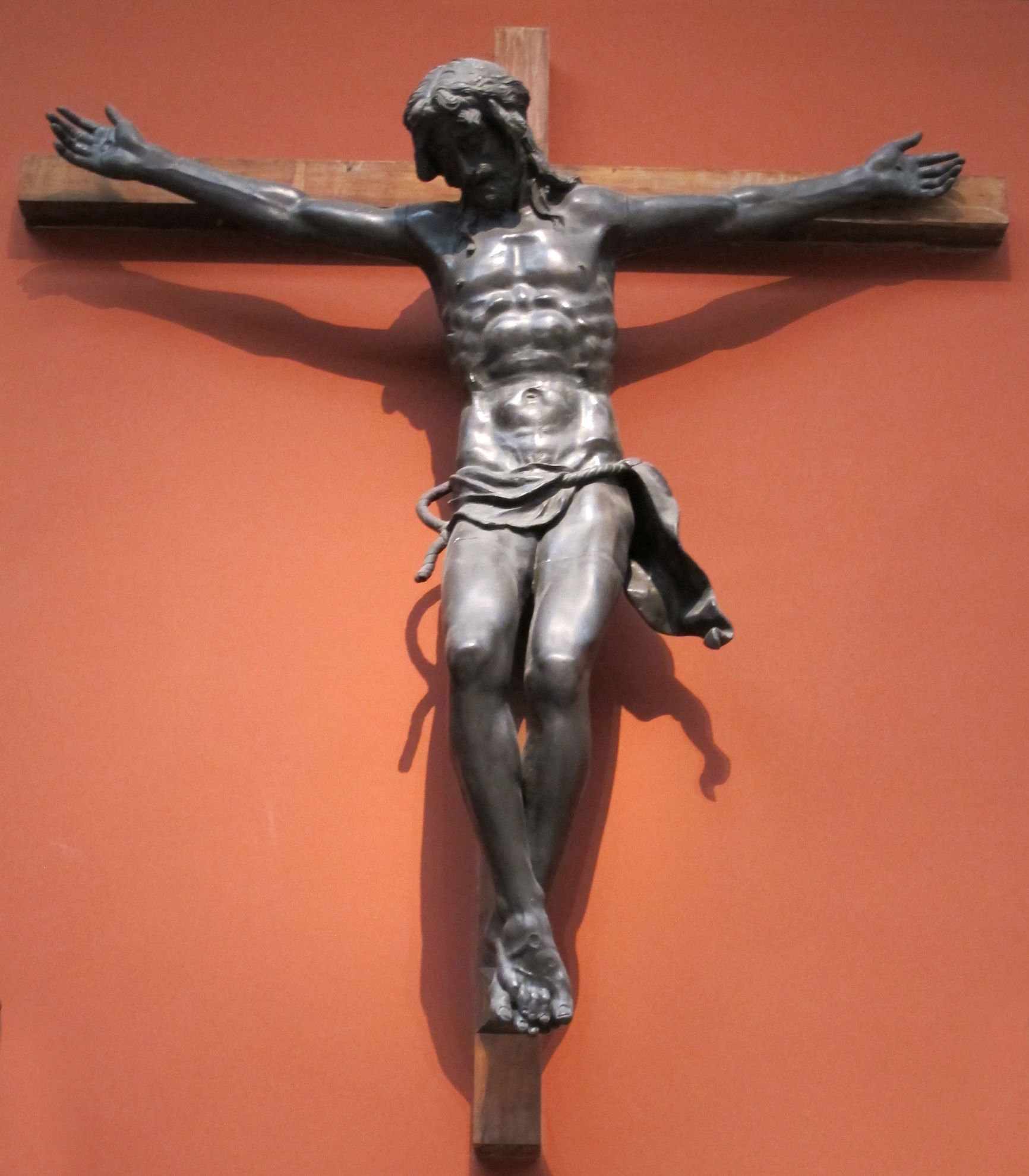
Распятие. Гипсовый слепок скульптуры Донателло в собрании Музея изобразительных искусств им. А. С. Пушкина в Москве
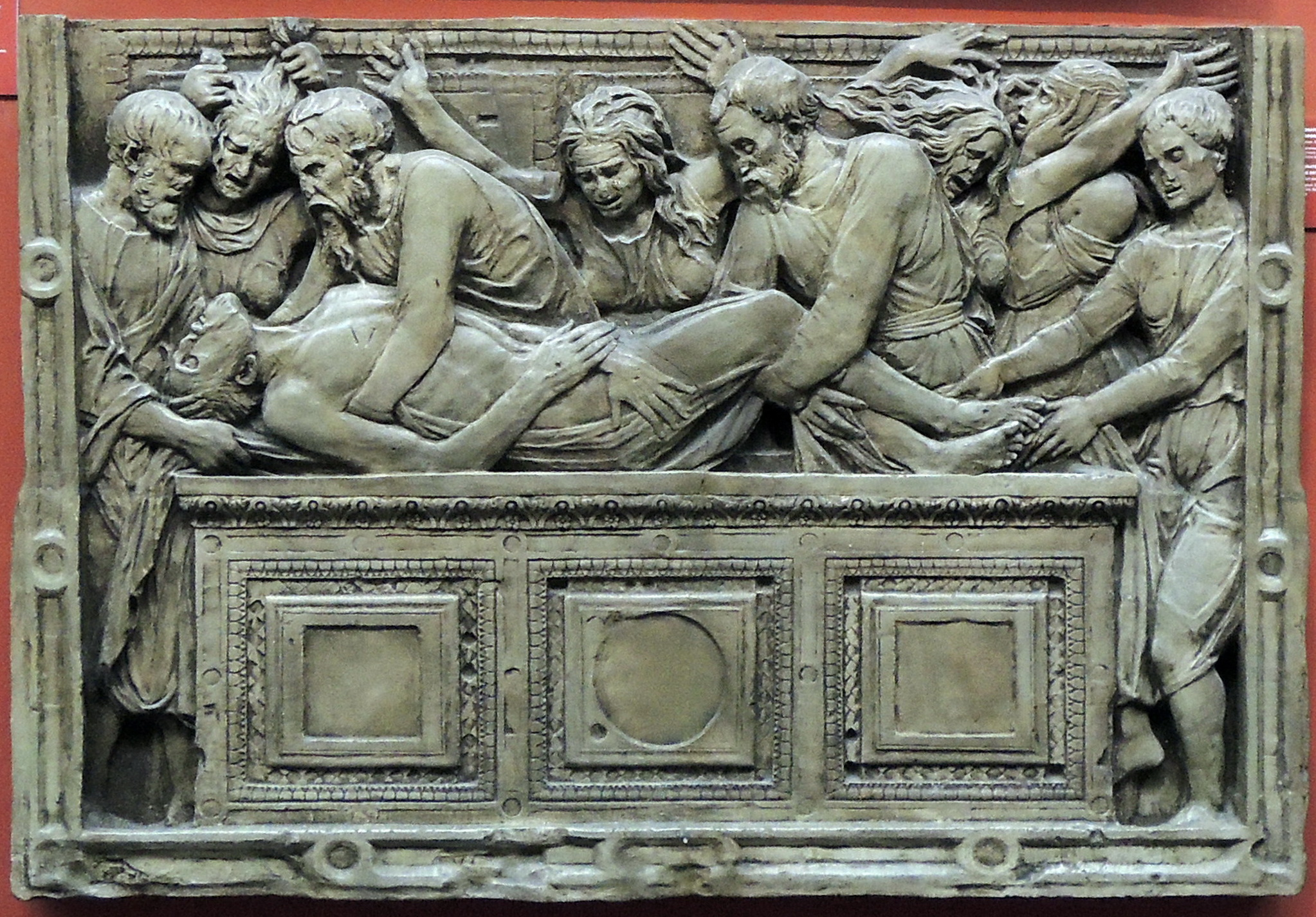
Положение во гроб. Рельеф пределлы алтаря. Гипсовый слепок. Государственный музей изобразительных искусств имени А. С. Пушкина, Москва
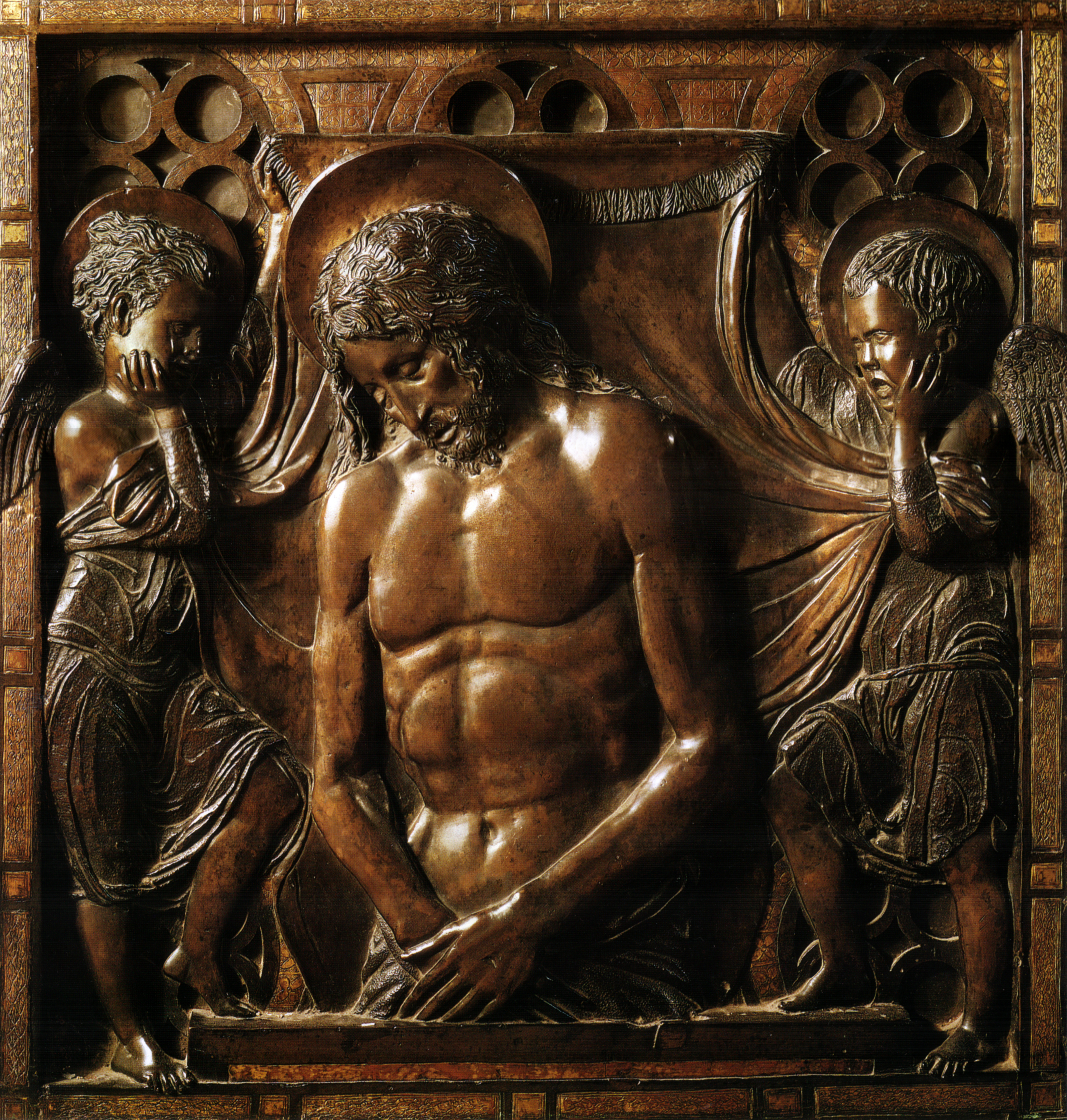
Мёртвый Христос. Рельеф пределлы падуанского алтаря
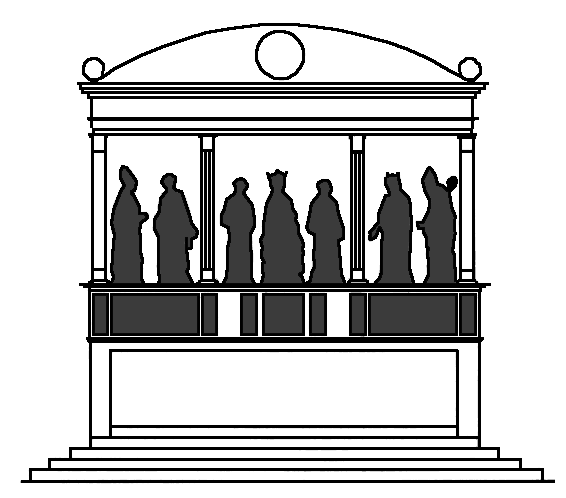
Реконструкция алтаря дель Санто Х. Янсена. 1957. Схема
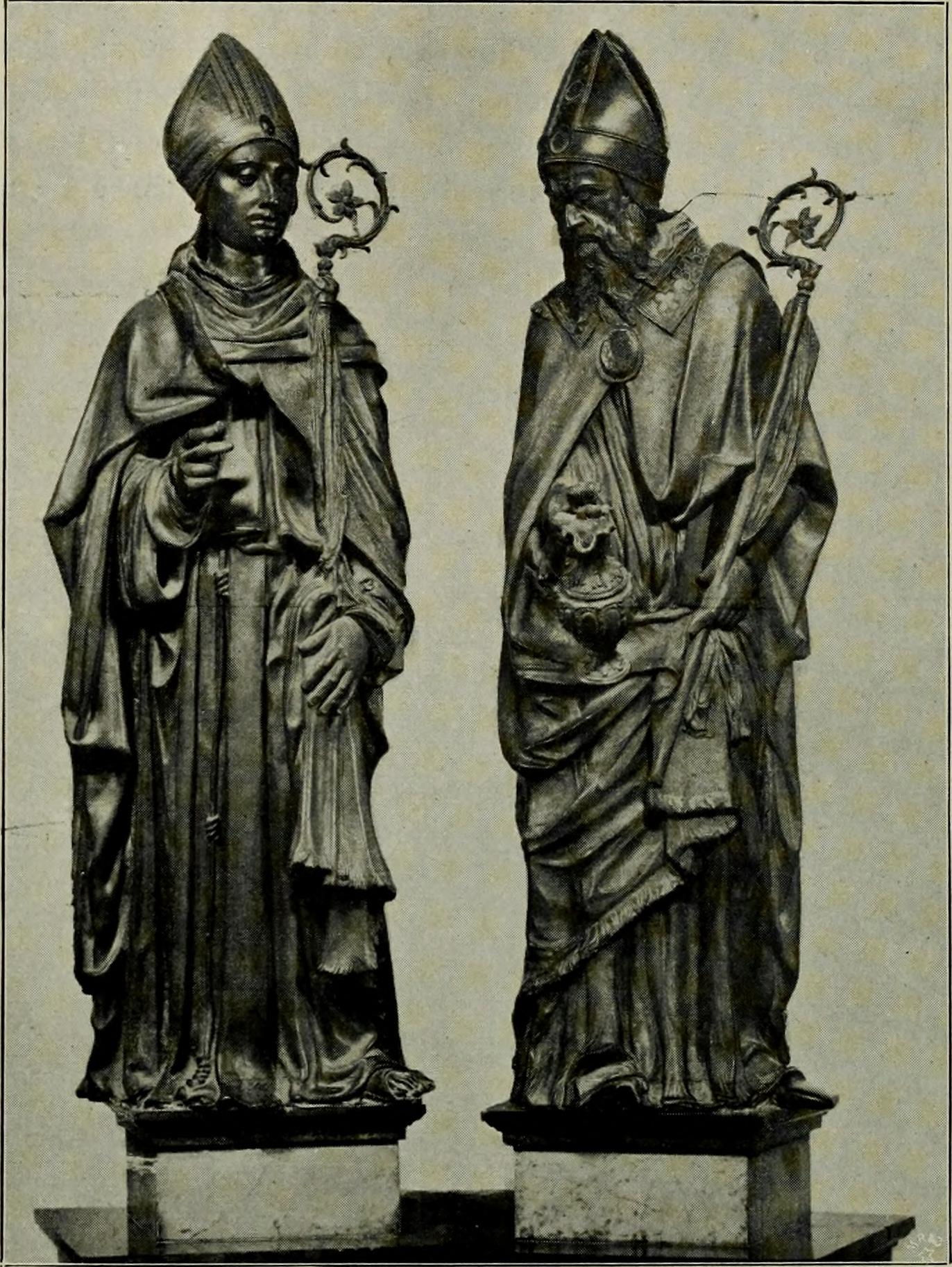
Статуи епископов Лудовико и Просдокимо. Архивная фотография

## Поздние годы во Флоренции

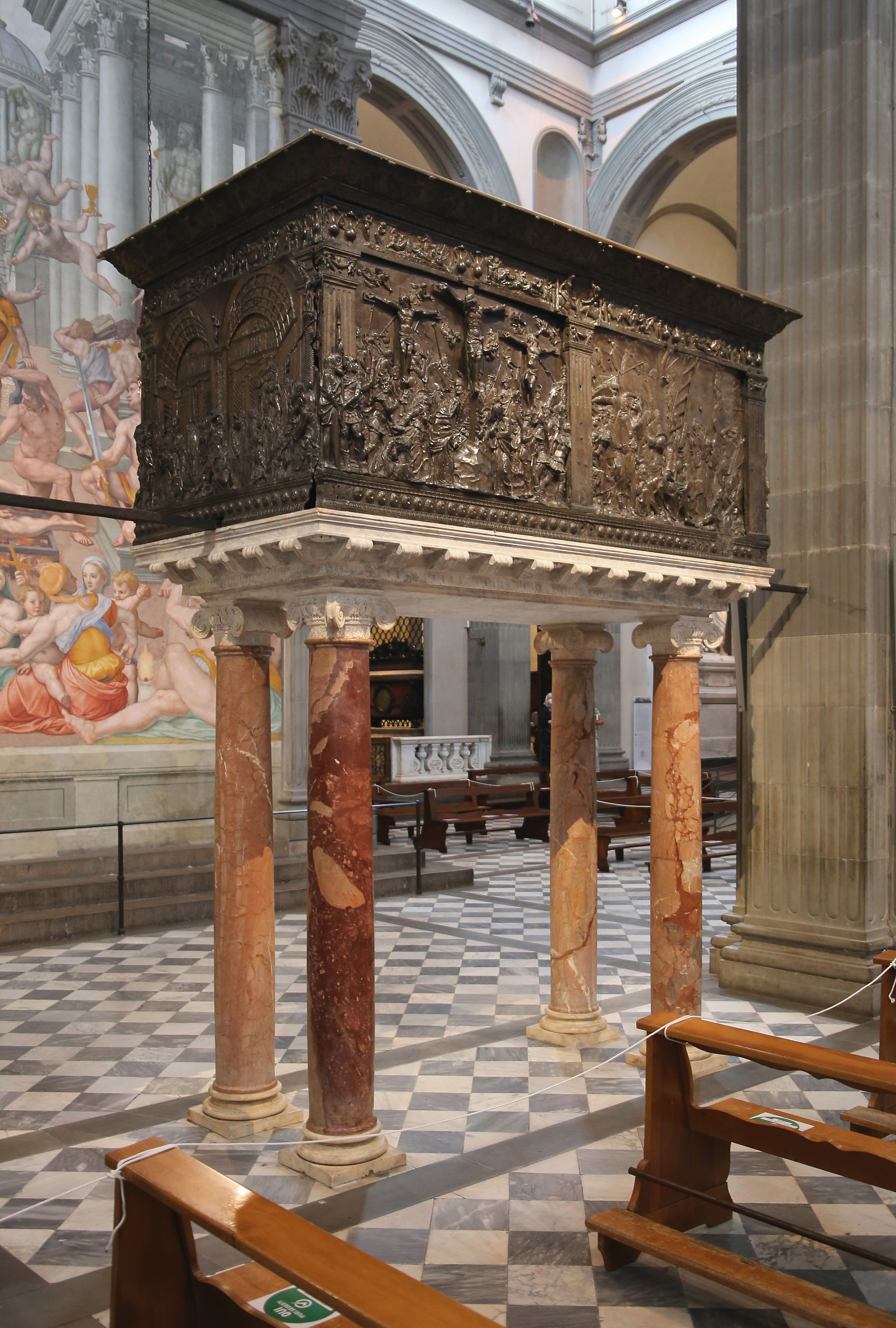
«Кафедра Страстей». 1460-е гг. Базилика Сан-Лоренцо, Флоренция

Покинув Падую в конце 1453 года, Донателло вернулся во Флоренцию. 15 ноября 1454 года он снял дом на площади Пьяцца дель Дуомо, на углу Виа де Серви. Ныне на фасаде дома находится мемориальная доска.
Возвращение во Флоренцию скульптору далось нелегко, так как за время его отсутствия вкусы флорентийцев изменились. Однако творческая сила не покидала художника даже в преклонном возрасте, о чём свидетельствуют такие шедевры, как «Юдифь» и рельефы кафедр в базилике Сан-Лоренцо, созданные в семидесятилетнем возрасте, хотя и с помощью многочисленных помощников.
Перед средокрестием, по обе стороны главного нефа базилики на невысоких колоннах тёмного мрамора ионического ордера симметрично установлены две кафедры, или пульпита (лат. pulpitum — помост, подмостки) с бронзовыми рельефами на тему Страстей Христовых, поэтому их называют «Кафедрами Страстей» (Pulpito della Passione). Работа была начата около 1460 и закончена после смерти Донателло его помощниками Беллано и Бертольдо около 1470 года. Кафедры предполагалось установить у главного алтаря. Их форма в виде античных саркофагов подтверждает тот факт, что их предполагали использовать для захоронения герцога Козимо Старого и его супруги Контессины де Барди. Впервые их установили в нефе на колоннах в 1515 году к визиту во Флоренцию папы Льва X.
«В своём предсмертном произведении, как писал М. Я. Либман, Донателло отобразил круг тем, волновавших его в старости». Последние работы Донателло — «кризисные произведения». В рельефах «царит чувство усталости», но них явлено «замечательное мастерство, большой творческий опыт и, что главное, в них проявляются элементы нового…».
Донателло создал также вместе с Микелоццо ди Бартоломео несколько надгробных памятников в храмах Флоренции, это прежде всего Гробница антипапы Иоанна XXIII — надгробный памятник из бронзы и мрамора в баптистерии собора Санта-Мария-дель-Фьоре, послуживший образцом для многих надгробных памятников, созданных в XV—XVI столетиях в разных городах Италии.
Донателло, как писал Дж. Вазари, был скромным и не меркантильным человеком, не придавал значения деньгам и славе. Гонорары, которые он получал за свои работы, обеспечивали ему безбедное существование. Он их копил в корзинке, подвешенной к потолку мастерской, и его помощники могли свободно пользоваться деньгами при необходимости. Мастер также отказался от имения близ Флоренции, подаренного ему Пьеро Медичи. Другое имение он завещал не родственникам, а работавшему здесь крестьянину-арендатору.
Последние годы своей жизни Донателло провёл во Флоренции. Умер в 1466 году, погребён с большими почестями в базилике Сан-Лоренцо, где захоронены многие представители семьи Медичи. Его захоронение было устроено в склепе под алтарём, рядом с могилой Козимо Медичи Старого. Среди тех, кто нёс гроб, был Андреа делла Роббиа. Кенотаф Донателло был изготовлен в 1896 году скульптором Рафаэлло Романелли.